# Preda Mihăilescu
Preda Mihăilescu (n. 23 mai 1955, București, România) este un matematician român, al cărui nume este legat de descoperirea demonstrației conjecturii lui Catalan.

## Familie
Preda Mihăilescu este fratele lui Vintilă Mihăilescu, fiul cardiologului Vintilă V. Mihăilescu  și nepotul de bunic al lui geografului Vintilă M. Mihăilescu.

## Biografie
S-a născut în București și face parte din familia Mihăilescu. În 1973 părăsește România și se stabilește în Elveția.
Studiază matematica și informatica la Universitatea Eidgenössische Technische Hochschule din Zürich. Obține doctoratul în 1997 cu lucrarea Cyclotomy of Rings and Primality Testing, scrisă sub îndrumarea matematicienilor Erwin Engeler și Hendrik Lenstra.
Pentru o perioadă, a fost cercetător la Universitatea din Paderborn, Germania. Din 2005 este profesor la Universitatea Georg August din Göttingen.
În 2002 reușește să demonstreze conjectura formulată în 1844 de matematicianul francez Eugène Charles Catalan. Rezultatul este cunoscut ca teorema lui Mihăilescu.
Printre doctoranzii săi se numără și matematicianul ardelean Vlad Crișan .

## Lucrări
- Preda Mihăilescu - Primary cyclotomic units and a proof of Catalan's conjecture. J. Reine Angew. Math. 572 (2004) — lucrarea de doctorat a matematicianului român